# Quinta das Cruzadas

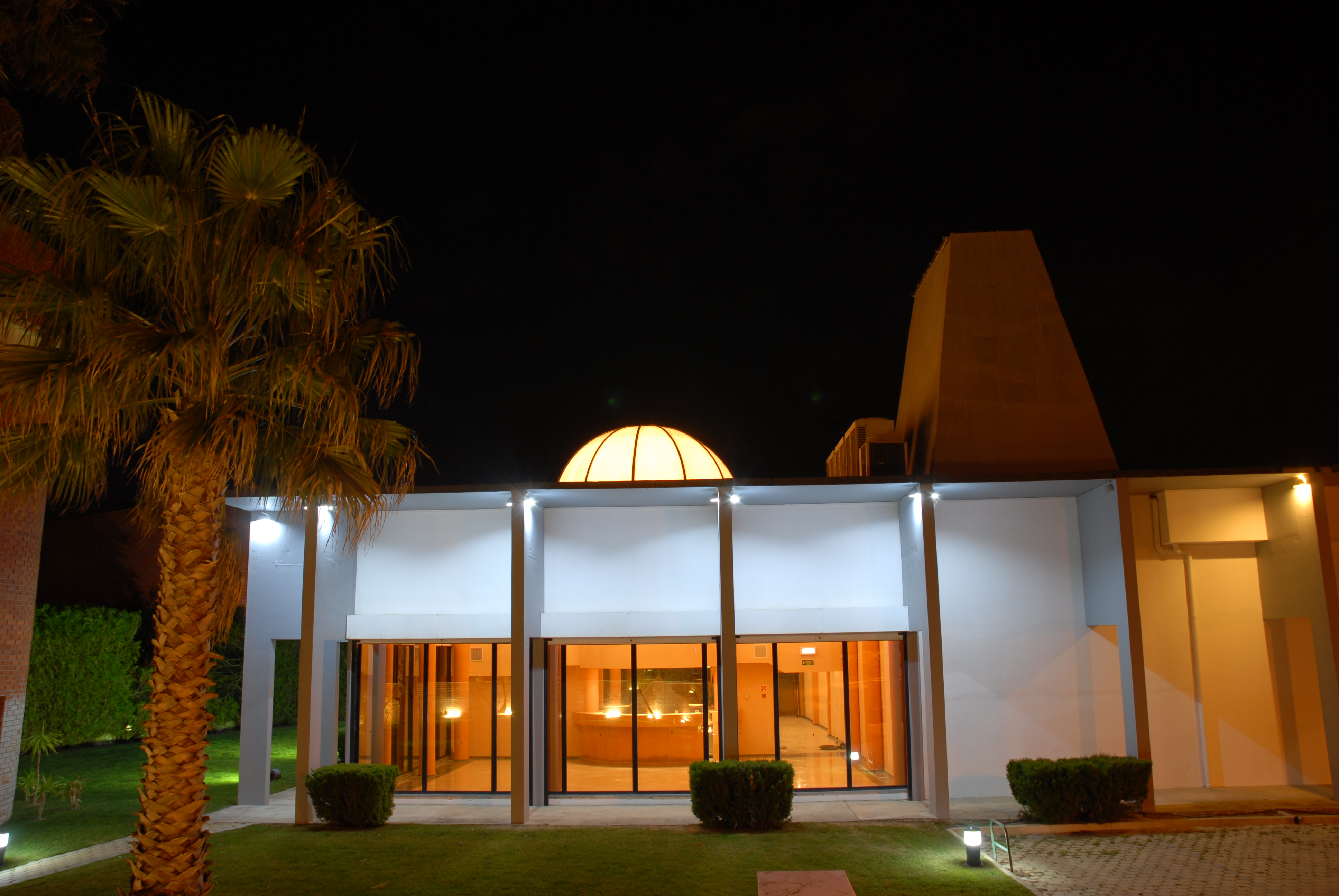
Quinta das Cruzadas, na Quinta da Beloura.

A Quinta das Cruzadas localiza-se na Quinta da Beloura, freguesia de São Pedro de Penaferrim, Concelho de Sintra, Distrito de Lisboa, em Portugal.
É hoje um centro de eventos preparado para receber Eventos Sociais, Eventos Culturais, Eventos Corporativos, Feiras, Convenções de Vendas, Congressos e Workshops.

## História
"O objectivo foi converter um edifico industrial num centro de artes com cerca de 2000m2" para desenvolver a actividade cultural em Portugal. Por concurso, foi selecionado o arquitecto António Carvalho o qual, para "requalificar arquitectonicamente o edifício preexistente, optou por acrescentar em todo o seu perímetro uma sequência de lâminas de betão aparente, criando um efeito portado, para circulação de visitantes"
A construção da Quinta das Cruzadas iniciou-se em 1996 e teve a sua conclusão em 1998. Na base da sua concepção esteve a necessidade de um equipamento arquitectónico, que pudesse acolher em Portugal exposições de arte internacionais e proporcionar aos artistas um local para comercializar as suas obras. O edifício tornou-se num dos principais centros de Exposição, Arte e Multimédia em Portugal, até 2002.
No final de 2014, a Quinta das Cruzadas renasceu com um conceito renovado, abrangendo outras vertentes. A Quinta das Cruzadas é assim um espaço polivalente, com características singulares que permite a realização de inúmeros eventos. Com uma área ampla e arquitetura contemporânea, é um espaço de eventos nacional e internacional. Flexível e versátil, a Quinta das Cruzadas recebe Eventos Sociais, Eventos Culturais, Eventos Corporativos, Feiras, Convenções de Vendas, Congressos e Workshops.

## O projecto
- A Quinta das Cruzadas, com uma área total de 7900m2, contém no seu espaço exterior Área de Jardim, Parque de Estacionamento e Portaria. O Edifício da Quinta das Cruzadas, com uma área total de 1900m2 , compreende os seguintes espaços: Átrio de Entrada, Receção e Bengaleiro, Salão Principal, Salas Individuais, Restaurante, Bar/ Cafetaria, Cozinha, Instalações Sanitárias e Entrada de Mercadorias.
- O Exterior da Quinta das Cruzadas, é composto por tranquilos e espaçosos Jardins, onde se vislumbram o Lago Iluminado e a Cascata. A vegetação em toda a periferia garante a privacidade total do evento.
- Volumetricamente, o edifício é marcado pela galeria coberta em toda a periferia, formada por laminas verticais de betão, permitindo a ligação ao jardim e ao amplo parque de estacionamento privado localizado nas traseiras.

## Inauguração
Abriu como centro de exposições, arte e multimédia em 1999 pela Dra Maria Barroso na qualidade de presidente da Cruz Vermelha Portuguesa e com o apoio da Câmara Municipal de Sintra. Para a sua inauguração, a Quinta das Cruzadas apresentou uma admirável exposição de pintura e escultura representativa do movimento Figuration Critique, com 600 obras de 80 artistas reconhecidos internacionalmente.